# Marco Sturm
Marco Johann Sturm (* 8. September 1978 in Dingolfing) ist ein ehemaliger deutscher Eishockeyspieler und derzeitiger -trainer, der im Verlauf seiner aktiven Karriere zwischen 1997 und 2012 unter anderem 1.006 Spiele für die San Jose Sharks, Boston Bruins, Los Angeles Kings, Washington Capitals, Vancouver Canucks und Florida Panthers in der National Hockey League auf der Position des linken Flügelstürmers bestritten hat. Darüber hinaus absolvierte der einstige Nationalspieler 184 Partien in der Deutschen Eishockey Liga für den EV Landshut, ERC Ingolstadt und die Kölner Haie. Von Juli 2015 bis November 2018 war der dreimalige Olympiateilnehmer Bundestrainer und General Manager der deutschen Nationalmannschaft. Seit Juni 2025 ist er als Cheftrainer der Boston Bruins tätig und der erste Deutsche in dieser Funktion in der NHL-Historie.

## Karriere

### Verein
Sturm begann seine Eishockeykarriere, als einer der jüngsten jemals in der Deutschen Eishockey Liga eingesetzten Spieler, beim EV Landshut. Dort gehörte er im Alter von 18 Jahren bereits zu den Leistungsträgern des Teams. In zwei DEL-Spielzeiten erzielte Sturm 75 Punkte in 93 Spielen. Nachdem er bereits im NHL Entry Draft 1996 von den San Jose Sharks in der ersten Runde an 21. Stelle ausgewählt wurde, begann er zu Beginn der Saison 1997/98 in der National Hockey League zu spielen. Seine ersten drei Tore in der besten Liga der Welt waren alle spielentscheidend, was dazu führte, dass er im November 1997 zum Rookie des Monats ernannt wurde. Sturm spielte zunächst bis Ende der Saison 2003/04 in San Jose und entwickelte sich in den sieben Spielzeiten zum Leistungsträger und Publikumsliebling. Dreimal erzielte Sturm in einer Saison 20 oder mehr Tore. Seine beste Saison hatte er 2003/04, doch am Ende der regulären Saison verletzte er sich schwer am Knie und verpasste den Rest der Spielzeit.
Nachdem bekannt wurde, dass die Saison 2004/05 zunächst verschoben wurde, kehrte Sturm in die DEL zurück und unterschrieb einen Vertrag beim ERC Ingolstadt. Aufgrund des Ausfalls der kompletten NHL-Saison verblieb Sturm das gesamte Jahr über in Deutschland und spielte dabei überaus erfolgreich. So spielte er im DEL All-Star Game auf Seiten der deutschen Nationalmannschaft und gewann mit den Ingolstädtern den deutschen Pokalwettbewerb.

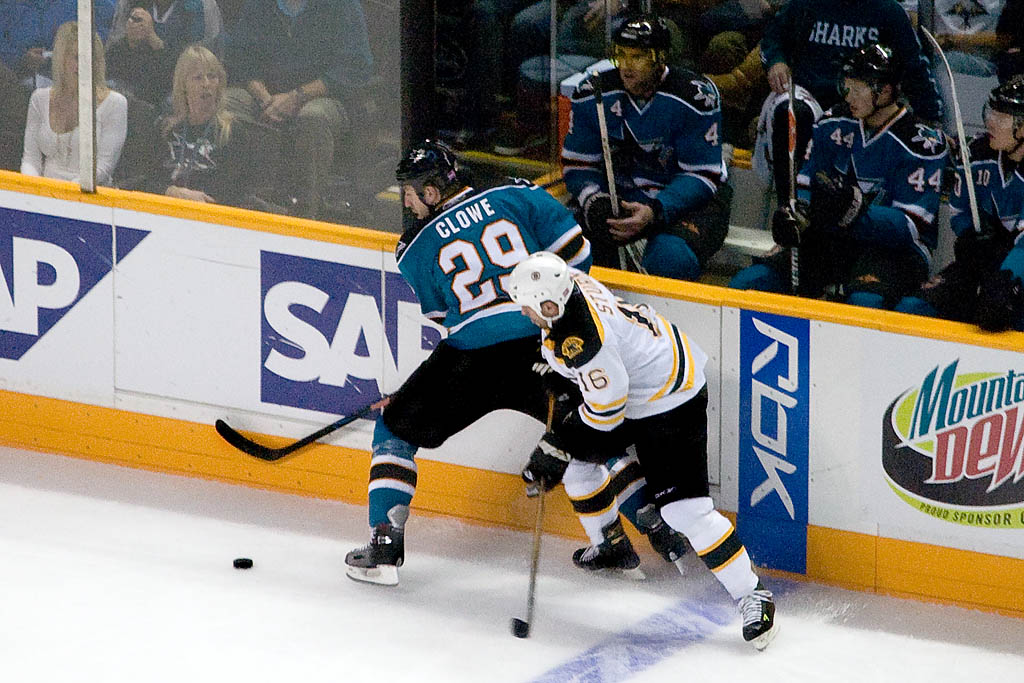
Sturm (weißes Trikot) im Zweikampf an der Bande mit Ryane Clowe

Zur Saison 2005/06 stand Sturm wieder für die Sharks auf dem Eis. Da das Team zu Beginn der Saison nicht die gewünschte Leistung zeigte, wurde er am 30. November 2005, zusammen mit Verteidiger Brad Stuart und Center Wayne Primeau, zu den Boston Bruins transferiert. Im Gegenzug erhielten die San Jose Sharks Center Joe Thornton. In Boston trumpfte der Deutsche auf und schloss seine beste NHL-Saison mit 59 Punkten in 74 Spielen ab. Trotzdem verpassten die Bruins den Einzug in die Playoffs. Am 20. Dezember 2006 gelang ihm zum zweiten Mal in seiner Karriere ein Hattrick. Im Spiel gegen die Ottawa Senators traf er zum 1:0, 4:0 und 5:0. Den ersten Hattrick erzielte er 1998, als er noch für die San Jose Sharks spielte. Im Laufe der Saison 2006/07 kamen immer wieder Gerüchte auf, dass ihn die Boston Bruins zu einem anderen Team transferieren werden, doch wenige Tage vor dem Ablauf der Transferperiode Ende Februar 2007 einigte man sich auf einen Vierjahresvertrag, der ihm insgesamt 14 Millionen US-Dollar einbrachte. Der gebürtige Bayer zahlte das Vertrauen des Managements mit guten Leistungen in der Spielzeit 2007/08 zurück. Mit 56 Scorerpunkten absolvierte er seine beste Spielzeit seit dem Wechsel von San Jose nach Boston und war mit 27 Toren gefährlichster Stürmer der Mannschaft. Somit ging Sturm erwartungsvoll in die folgende Spielzeit. Nachdem er früh in der Spielzeit zwölf Spiele wegen einer leichten Gehirnerschütterung ausfiel, verletzte er sich bei seinem Comeback im Dezember so schwer am linken Knie, dass er sich Mitte Januar 2009 einer Operation unterziehen musste, um den Meniskus und das Kreuzband wiederherzustellen. Der erfolgreiche Eingriff am 13. Januar war gleichbedeutend mit dem Saisonaus.
Kurz vor der Genesung der Knieverletzung wurde Sturm von den Bruins für zukünftige Draft-Wahlrechte zu den Los Angeles Kings transferiert. In der Saison konnte Sturm in 17 Spielen vier Tore und fünf Vorlagen für sein Team beitragen. Trotzdem wurde er am 25. Februar 2011 auf die Waiver-Liste gesetzt und nur einen Tag später von den Washington Capitals unter Vertrag genommen. In 18 Spielen mit den Capitals sammelte Sturm ein Tor und sechs Vorlagen für insgesamt sieben Punkte. In den Playoffs dieser Saison schoss Sturm in neun Spielen ein Tor und bereitete zwei weitere vor. Die Capitals wurden aber dennoch in der zweiten Runde der Playoffs durch die Tampa Bay Lightning eliminiert. In der Free-Agent-Phase nach der NHL-Saison 2010/11 wurde Marco Sturm am 1. Juli 2011 durch die Vancouver Canucks für ein Jahr unter Vertrag genommen. Der Vertrag war mit 2,25 Millionen US-Dollar dotiert. Am 23. Oktober 2011 wurde bekannt, dass Marco Sturm zusammen mit Mikael Samuelsson gegen David Booth, Steven Reinprecht und ein Draft-Wahlrecht zu den Florida Panthers transferiert wurde. Nachdem sein auslaufender Vertrag nach der NHL-Saison 2011/12 nicht verlängert worden war, war Sturm für einige Monate ohne Verein, ehe er im Februar 2013 in die DEL zurückkehrte und für den Rest der verbleibenden Saison 2012/13 bei den Kölner Haien spielte.
Am 27. Januar 2014 gab Sturm das endgültige Ende seiner Eishockey-Karriere bekannt. Seinen Rücktritt begründete er mit Motivationsproblemen.

### International
Sturm spielte sein erstes internationales Turnier für die Nationalmannschaft im Jahr 1995. Dort lief er, genauso wie 1996, bei der Junioren-Weltmeisterschaft auf. Für den A-Kader spielte er bei den A-Weltmeisterschaften 1997, 2001 und 2008 sowie bei der Weltmeisterschaft 2006 der Division I. Weitere Auftritte hatte er bei drei Olympischen Spielen (1998, 2002, 2010), und beim World Cup of Hockey 2004.

### Trainer
Ab Juli 2015 war Sturm Bundestrainer und General Manager der deutschen Nationalmannschaft. Im November 2015 führte er die Mannschaft zum Turniersieg beim Deutschland Cup. Bei seiner ersten Weltmeisterschaft als Trainer führte er die deutsche Auswahl im Mai 2016 ins Viertelfinale und den siebten Platz im Endklassement. Unter seiner Leitung gelang der deutschen Mannschaft die Qualifikation für die Olympischen Winterspiele 2018 in Pyeongchang, wodurch sich sein 2015 zunächst für zwei Jahre abgeschlossener Vertrag als Bundestrainer um ein Jahr verlängerte.
Bei der Heim-Weltmeisterschaft 2017 gelang Sturms Mannschaft erneut der Viertelfinaleinzug, dort musste man sich Kanada mit 1:2 geschlagen geben. Letztlich stand mit dem achten Gesamtrang eine abermalige Platzierung unter den besten Acht zu Buche. Im Februar 2018 wurde Sturms Vertrag als Bundestrainer vorzeitig bis ins Jahr 2022 verlängert. Bei den Olympischen Winterspielen 2018 gewann er mit dem deutschen Nationalteam die Silbermedaille, nachdem der amtierende Weltmeister Schweden und amtierende Olympiasieger Kanada besiegt werden konnten. Im Finale gelang es gegen die russische Mannschaft, das Spiel bis zum Ende der regulären Spielzeit ausgeglichen zu halten. Erst in der Verlängerung schaffte es die russische Mannschaft, in Überzahl das entscheidende Tor zu erzielen.
Nach den Olympischen Spielen beschloss Sturms Geburtsstadt Dingolfing, ihn zum Ehrenbürger zu ernennen. Außerdem erfolgt die Umbenennung der dortigen Eishalle in Marco-Sturm-Halle.
Bei der WM 2018 führte Sturm die deutsche Mannschaft auf den elften Platz. Sturm forderte während seiner Amtszeit als Bundestrainer (und auch danach) eine deutliche Reduzierung der Zahl ausländischer Spieler in der Deutschen Eishockey Liga sowie eine bessere Förderung des deutschen Nachwuchses, um die Konkurrenzfähigkeit der deutschen Nationalmannschaft auf internationaler Ebene zu erhalten.
Nach über drei Jahren als Cheftrainer der deutschen Auswahl kehrte Sturm im November 2018 in die NHL zurück, als er das Amt des Assistenztrainers bei den Los Angeles Kings übernahm, für die er selbst bereits gespielt hatte. Dort steht er fortan Willie Desjardins zur Seite, der als Cheftrainer die Nachfolge des entlassenen John Stevens antrat. Am 17. Juni 2022 übernahm Sturm den Cheftrainerposten beim AHL-Farmteam der LA Kings, den Ontario Reign, für die Saison 2022/23. Deren Geschicke führte er bis zum Ende der Saison 2024/25, als er im Juni 2025 als neuer Cheftrainer der Boston Bruins vorgestellt wurde. Dort trat er die Nachfolge von Interimstrainer Joe Sacco an und ist zugleich der erste Deutsche in dieser Funktion in der NHL-Geschichte.

## Erfolge und Auszeichnungen
| - 1997 NHL-Rookie des Monats November - 1999 Teilnahme am NHL All-Star Game - 2005 Teilnahme am DEL All-Star Game | - 2005 Deutscher Pokalsieger mit dem ERC Ingolstadt - 2013 Deutscher Vizemeister mit den Kölner Haien |

### International
| - 1995 Silbermedaille bei der U18-Junioren-Europameisterschaft - 1996 Topscorer der U18-Junioren-Europameisterschaft - 1996 Bester Torschütze der U18-Junioren-Europameisterschaft (gemeinsam mit 5 weiteren Spielern) | - 1996 All-Star-Team der U18-Junioren-Europameisterschaft - 2006 Aufstieg in die Top-Division bei der Weltmeisterschaft der Division I - 2018 Silbermedaille bei den Olympischen Winterspielen (als Cheftrainer) |

## Karrierestatistik

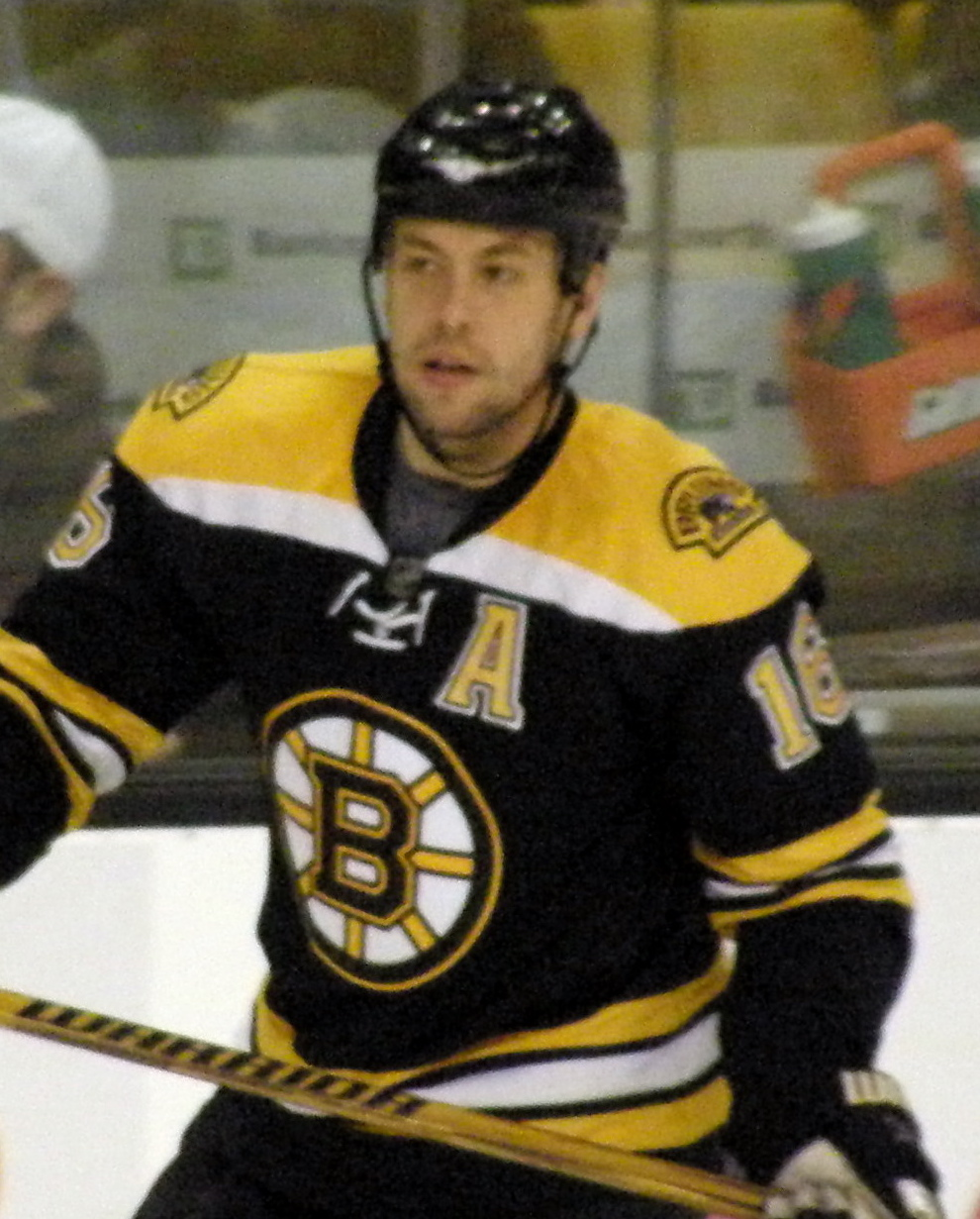
Sturm im Trikot der Boston Bruins

### International
Vertrat Deutschland bei:
| - U18-Junioren-Europameisterschaft 1994 - U20-Junioren-Weltmeisterschaft 1995 - U18-Junioren-Europameisterschaft 1995 - U20-Junioren-Weltmeisterschaft 1996 - U18-Junioren-Europameisterschaft 1996 - Weltmeisterschaft 1997 - Olympischen Winterspielen 1998 | - Weltmeisterschaft 2001 - Olympischen Winterspielen 2002 - World Cup of Hockey 2004 - Weltmeisterschaft 2006 der Division I - Weltmeisterschaft 2008 - Olympischen Winterspielen 2010 |

(Legende zur Spielerstatistik: Sp oder GP = absolvierte Spiele; T oder G = erzielte Tore; V oder A = erzielte Assists; Pkt oder Pts = erzielte Scorerpunkte; SM oder PIM = erhaltene Strafminuten; +/− = Plus/Minus-Bilanz; PP = erzielte Überzahltore; SH = erzielte Unterzahltore; GW = erzielte Siegtore; 1 Play-downs/Relegation; Kursiv: Statistik nicht vollständig)

## Sonstiges
Im Jahr 2004 gründete Sturm die Marco-Sturm-Stiftung, welche krebskranke Kinder durch Geld- und Sachspenden unterstützt. Zudem finanzierte er auch das Ärztezentrum in seinem Geburtsort Dingolfing. Um dessen Aufbau kümmerte sich in Vertretung sein Vater Johann Sturm.